# Erdelteriér
Erdelteriér, také známý jako airedale teriér, je plemeno psa vyšlechtěné v Anglii v 19. století jako univerzální pes se specializací pro lov vyder. Je největší z teriérů. Dnes se používá jako pracovní, služební a společenský pes. Je často nazývám "králem teriérů".

## Historie
Erdelteriér je plemeno psa, které bylo vyšlechtěno v druhé polovině 19. století v Anglii v hrabství Yorkshire. Původní název „Waterside teriér", nebo také "Bingley teriér" (podle jednoho z měst původu erdelteriéra) byl v roce 1879 přejmenován na Airedale teriér: tento název měl upomínat na místo jeho vzniku – na údolí řeky Aire. Počeštěle se mu říká také erdelteriér.
Erdelteriér byl vyšlechtěn křížením starého anglického plemene black and tan teriér a vydraře (otterhounda). Cílem bylo vyšlechtit odolného, nebojácného, všestranně použitelného loveckého psa, který by byl vhodný i jako hlídací pes. Pro došlechtění žádoucích povahových a exteriérových vlastností byly do tohoto plemene ještě kříženi bulteriér, gordonsetr a krátkosrstá Black and Tan kolie. Roku 1884 byl první pes této rasy zapsán do plemenné knihy „Kennel Club Stud Book“. V roce 1892 byl zveřejněn první standard erdelteriéra.

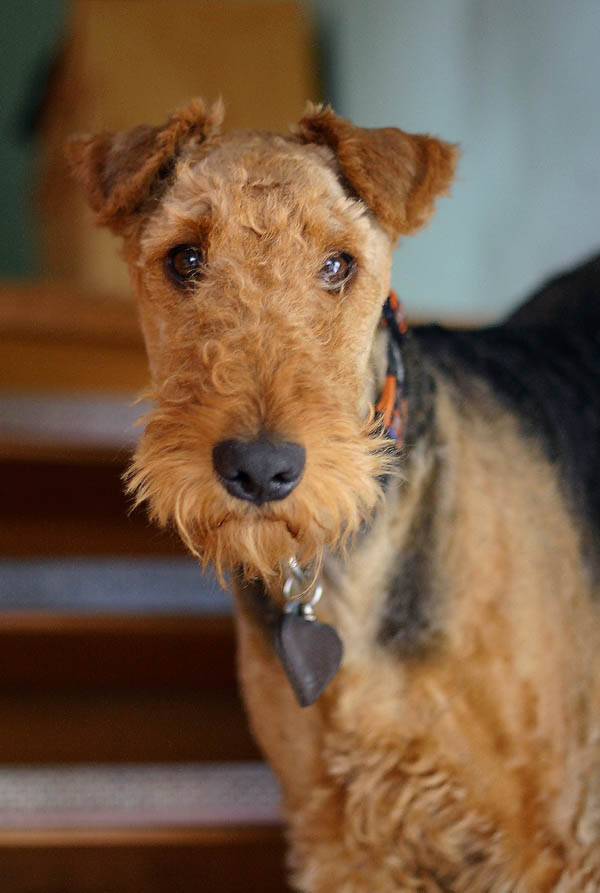

## Vzhled
Erdelteriér je velké psí plemeno, dokonce největší z teriérů, které má výšku v kohoutku mezi 58 a 61 cm u psů, u fen je to 56 až 59 cm. Váha se pohybuje okolo 25 kg. Je to pes svalnatý, pohyblivý, kompaktní kvadratické stavby těla, bez náznaku nohatosti. Srst, která pokrývá celé tělo, je tvrdá, hustá, hrubá a přilehlá, mírně zvlněná. Má podsadu, která je kratší a měkčí. Povolené je pouze jedno zbarvení; světle hnědý podklad s černým sedlem, tedy přesně takové zbarvení, jaké má třeba německý ovčák. Štěňata se rodí celá černá a později se vybarvují při prvním línání.
Mozkovna je dlouhá, plochá, mezi ušima nepříliš široká. Hlava je bez vrásek. Horní a dolní čelist je silná, hluboká, mocně osvalená. Pysky jsou přiléhavé, nos je černý. Oči jsou tmavé, malé, nevystupující, odvážného a inteligentního pohledu. Uši jsou tvaru písmene ´´V´´, nesené po stranách hlavy, dopředu klopené. Zuby a čelisti jsou silné. Skus nůžkový. Krk je suchý, dobře osvalený, postupně se rozšiřující do plecí. Bez laloku. Hřbet je krátký, silný, přímý až rovný. Bedra jsou svalnatá. Hrudník je hluboký – dosahuje až k loktům, poměrně úzký. Přední končetiny jsou dokonale rovné, silných kostí. Stehna zadních končetin jsou dlouhá a silná, bérce jsou osvalené. Tlapky jsou malé, okrouhlé, se silnými nášlapovými polštářky. Ocas je vysoko nasazený, vesele nesený. Dříve se kupíroval, nyní se v některých zemích nesmí kupírovat, v jiných je připuštěný jak kupírovaný, tak nekupírovaný ocas.

## Vlastnosti
Společenský pes nesnášející delší samotu. Vůči vlastní rodině dobromyslný, oddaný a nekomplikovaný „kamarád“. Odolný vůči rozmarům počasí. Jeho vrozená aktivita vyžaduje velkou možnost pohybu. Do vysokého věku je pohyblivý a hravý. Je to pes vůči cizím lidem zdrženlivý, neútočný. Airedale teriér je neúplatný obranář a hlídač, který neváhá pro svoji lidskou smečku kdykoliv nasadit i svůj život. Jeho hluboký hlas, který zdědil po vydrařovi, mu pomáhá zjednávat patřičný respekt. Vůči jiným psům se projevuje jeho dominantní charakter. Svoji dominanci je kdykoliv ochoten prosadit i silou.

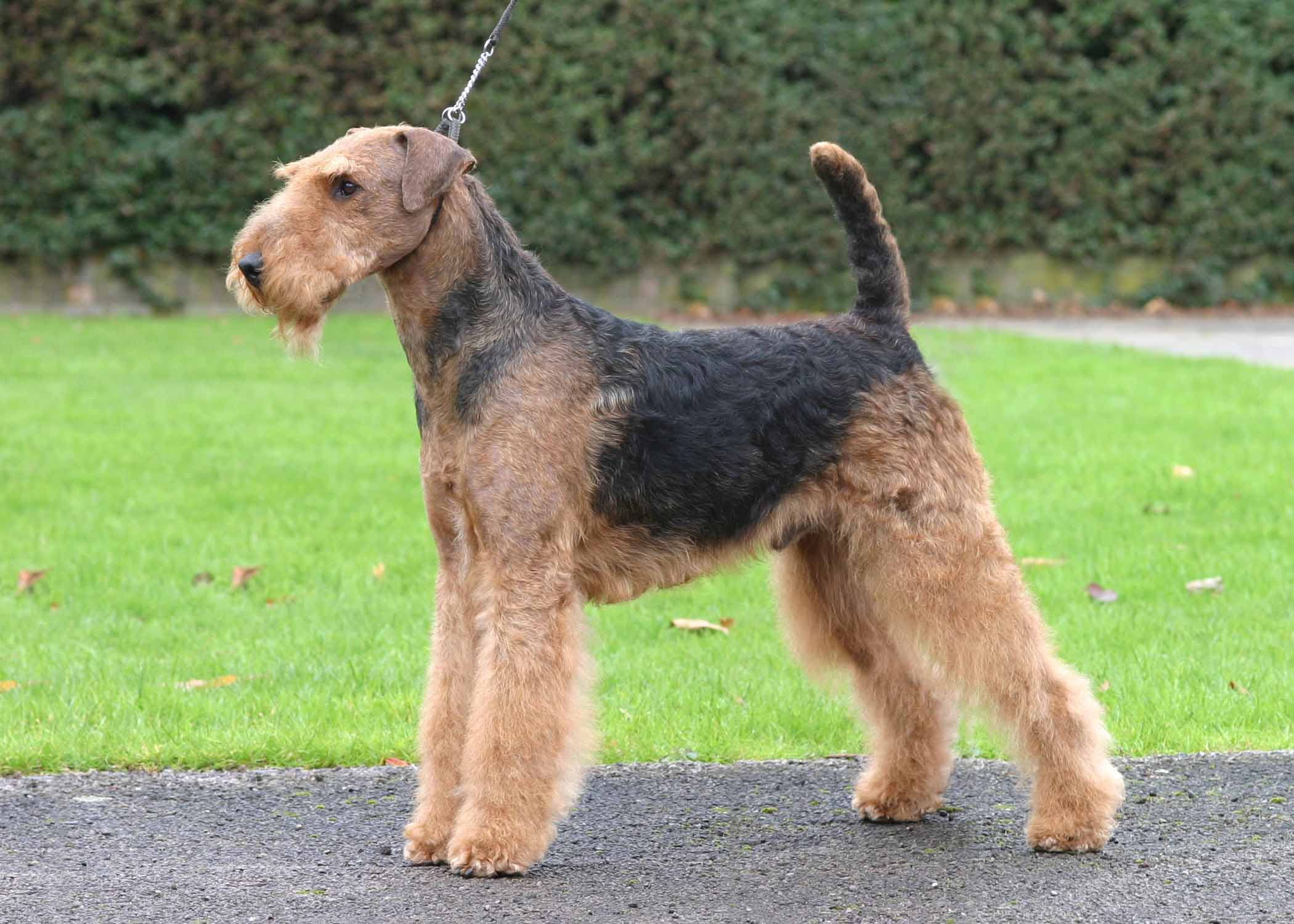

## Využití

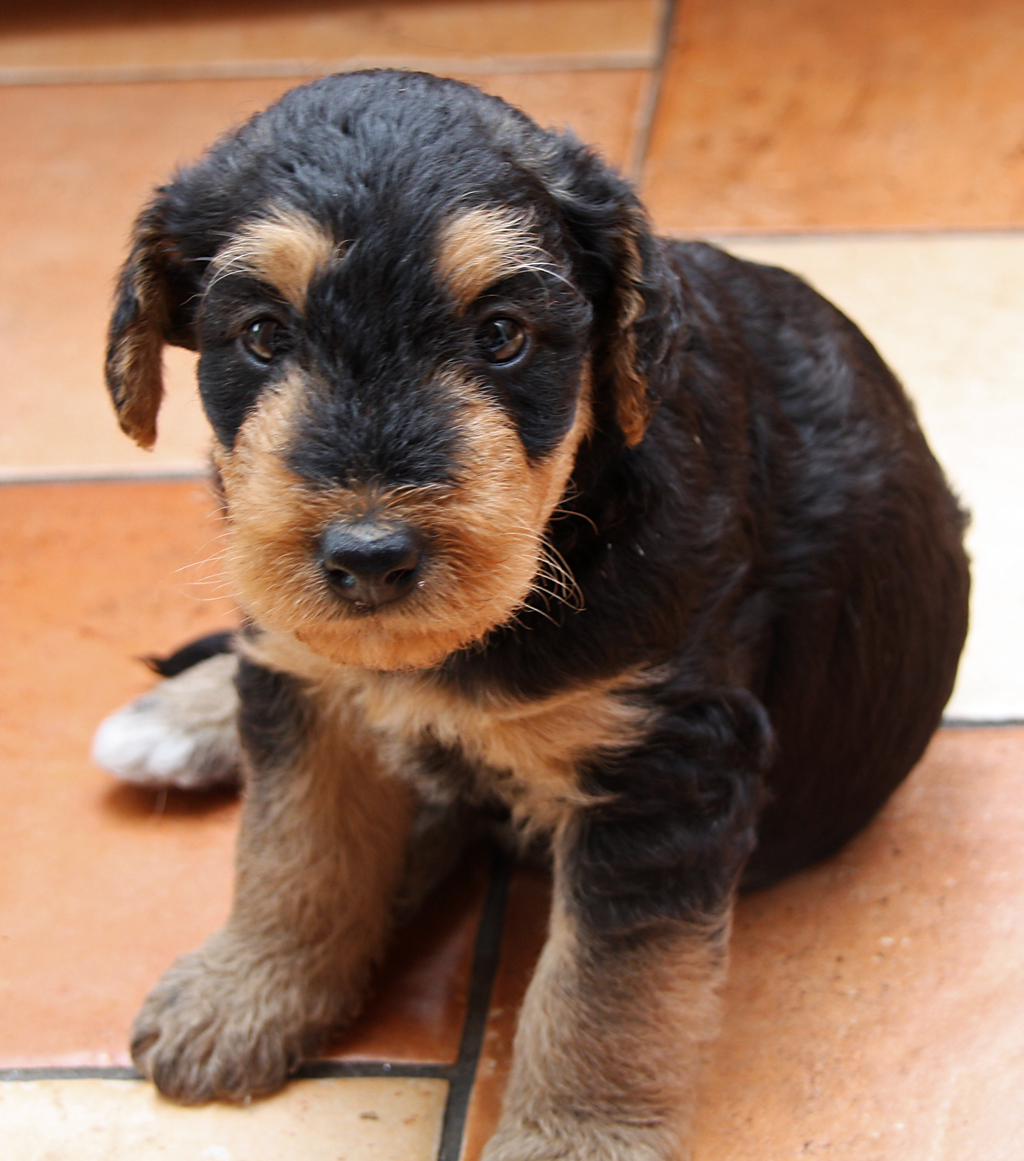

- Airedale teriér byl původně vyšlechtěn jako lovecký pes se specializací na lov vyder. Pro jeho všestranné lovecké vlastnosti, jeho nebojácnost, vytrvalost a ochotu pracovat byl a v některých zemích je stále využíván nejen k lovu drobné a pernaté zvěře jakož i k lovu drobné škodné, ale je využíván i k lovu divočáků, vysoké zvěře, v USA a ve skandinávských zemích i k lovu medvědů. Osvědčuje se i jako výborný barvář.
- V době jeho vzniku byl využíván i jako ovčácký a pastevecký pes. V době první světové války byl pro jeho neohroženost, vynikající čich a neobyčejnou orientační schopnost masově používán v německé armádě pro kurýrní a strážní služby a především pro vyhledávání raněných. V dobách Rakouska-Uherska byl proto nazýván též válečný pes.
- Mezi světovými válkami se uplatňoval jako služební pes u policie a u speciálních vojenských jednotek.
- Dnešní využití:
  - jako rodinný pes – především pro jeho neútočnost, toleranci k dětem, nepodplatitelnost a odvahu bránit majetek a osoby mu blízké.
  - jako pracovní pes, který je vhodný pro následující použití:
    - Sportovní výcvik všeobecné poslušnosti, obrany a stopováni podle IPO, NZŘ, SchH
    - Agility
    - Mobility
    - Záchranářský pes
    - Slepecký pes
    - v zahraničí jako lovecký pes
    - v britské a ruské armádě a u Červeného kříže

## Péče
Vyžaduje hodně pohybu. Srst se musí pravidelně upravovat – trimovat (vytrhávání odrostlé srsti). Výcvik, který je v každém případě žádoucí, musí být veden velice konsekventně, ale citlivě. Hrubým zacházením vznikne rychle u airedale teriéra nechuť k práci a nedůvěra ke svému pánovi.